# Confédération européenne
La Confédération européenne est un projet porté par le Président de la République française François Mitterrand à la suite des nombreux bouleversements que connaît l'Europe en 1989. Cependant, cette idée ne rencontrera pas le succès escompté par la diplomatie française.

## Les origines du projet de Confédération européenne

### L'annonce du projet
Lors de la cérémonie des vœux du 31 décembre 1989, dans un contexte marqué par la fin du rideau de fer et du bloc communiste, François Mitterrand exprime sa volonté de voir se former une confédération européenne réunissant tous les pays du continent. Cette annonce se fait sans aucune consultation auprès de ses conseillers, de son ministre des Affaires étrangères Roland Dumas ou encore de ses partenaires européens . Plusieurs critères sont alors édictés par le Chef de l'État pour prétendre participer à cette nouvelle structure : respect du pluralisme des partis, organisation d'élections libres, instauration d'un système représentatif, et garantie de la liberté d'information. À l'origine cette organisation doit permettre d'assurer des « échanges », « la paix », et « la sécurité » sur le continent européen .
Cette prise de position intervient alors que le chancelier Helmut Kohl souhaite engager l'Allemagne sur la voie de la réunification avec la présentation au Bundestag de son Plan en dix points du 28 novembre 1989. Depuis le sommet européen de Strasbourg du 8 décembre 1989, les  douze États-membres se sont quant à eux tournés vers la préparation de l'Union économique et monétaire en décidant l'ouverture d'une Conférence intergouvernementale avant la fin de l'année 1990 pour préparer les négociations. Elles mèneront à la signature du traité de Maastricht le 7 février 1992. Les pays de l'Est commencent à se détacher de l'Union soviétique et entament leur transition démocratique. En République Démocratique d'Allemagne, Egon Krenz démissionne de la tête du Conseil d'État de la RDA. En Tchécoslovaquie, à la suite de la révolution de velours, le dissident et écrivain Václav Havel est devenu le Président de la République, tandis qu'Alexander Dubček, partisan d'un socialisme à visage humain, devient le Président du Parlement .

### La réception du projet
Le projet reçoit dans un premier temps un avis favorable de la part des Chefs d'État occidentaux. Le Chancelier Helmut Kohl y apporte son soutien le 4 janvier lors d'une rencontre franco-allemande à Latche. Les pays de l'Est apportent aussi leur soutien à ce nouveau dessein. Le secrétaire général du Parti Communiste de l'Union Soviétique Mikhaïl Gorbatchev réagit aussi de manière positive en voyant de nombreux points communs entre la proposition de François Mitterrand et sa vision de la politique extérieure .

## L'organisation de la confédération

### L'élaboration du projet
Il s'agit de bâtir une nouvelle structure paneuropéenne pour contribuer à l'établissement d'un nouvel ordre européen après la fin de la Guerre froide. Elle est entérinée lors du sommet de la CSCE, organisé à Paris. Les États-membres y ratifient alors le Traité sur les forces conventionnelles en Europe, ainsi que la Charte de Paris ou Charte de Paris pour une nouvelle Europe. Le 13 septembre 1990, lors d'une visite d'État en Tchécoslovaquie, François Mitterrand propose que  des assises soient organisées à Prague pour lancer le projet de confédération européenne. La proposition est acceptée par Vaclav Havel. Le projet prend forme avec la désignation de Jean Musitelli au poste de chargé de mission au mois de décembre 1990. Il compose sa propre équipe et travaille en étroite concertation avec la cellule diplomatique de l'Élysée et le Quai d'Orsay. Il constitue aussi un comité d'experts présidé par le géographe spécialiste de la question des frontières, Michel Foucher. Un correspondant tchèque est aussi désigné par Vaclav Havel pour coordonner l'action entre les deux pays. Dans le courant du mois d'avril, Roland Dumas envoie un mémorandum à l'ensemble des partenaires européens pour présenter le projet .

### Les Assises de Prague
Près de 150 personnalités, issues du monde de la culture, des affaires ou d'anciens hommes politiques, se réunissent les 13 et 14 juin 1991 à Prague. Des groupes de travail sont organisés autour de six grandes commission thématiques : la culture, la circulation des personnes, les communications, l'énergie, l'environnement, les questions générales. La délégation française est composée par
- Hélène Ahrweiler (culture)
- Robert Badinter (questions générales)
- Georges Berthoin (questions générales)
- Alain Decaux (culture)
- Maurice Faure (questions générales)
- Sylvie Germain (culture)
- Bruno Haller (questions générales)
- Loïk Le Floch-Prigent (l'énergie)
- Edgar Morin (culture)
- Émile Noël (questions générales)
- Alain Prate (communications)
- Antoine Riboud (environnement)
- Daniel Soulez-Larivière (questions générales)
- Simone Veil (questions générales) [7].

	Mais les Assises ne connaîtront que peu de développement et la confédération européenne restera un « projet mort-né » pour Roland Dumas . Le Président de la République a dû accepter la présence d'invités américains sur la demande insistante des Tchécoslovaques. Si bien que l'on y trouve non seulement des Européens, mais aussi des Canadiens et des Japonais. Les Assises sont ouvertes par Vaclav Havel qui exprime d'ailleurs ses réticences quant au projet, tandis que François Mitterrand en assure le discours de clôture .

## L'échec de la confédération européenne

### Les oppositions des États-Unis et de l'Allemagne
Plusieurs raisons ont conduit au non-développement du projet de confédération. Plusieurs partenaires qui, dans un premier temps, s'étaient montrés favorables finissent par exprimer des réticences. Tout d'abord, les États-Unis entreprennent un travail de sape contre le projet de confédération dans lequel ils ne sont pas inclus . 
L'Allemagne se montre de moins en moins encline à soutenir le projet et préfère soutenir le développement et l'institutionnalisation de la CSCE qui implique la participation des États-Unis.

### Les réticences des pays de l'Est
Mais ce sont des pays de l'Est que les principales réticences vont émaner. Ces derniers ne veulent pas devenir membre d'une structure dans laquelle les États-Unis seraient exclus, tandis que l'Union soviétique y serait admise. Par ailleurs, les pays de l'Est vont progressivement voir la confédération européenne comme un moyen de retarder leur intégration à la Communauté économique européenne .
Cette position est confortée par une déclaration de François Mitterrand, à la veille de l'ouverture des Assises, lequel déclare que l'adhésion ne sera pas possible avant une dizaine d'années. La conjugaison de tous ces facteurs empêcheront le développement du projet de confédération européenne.